# 42 Ísis
Isis (asteroide 42) é um asteroide da cintura principal com um diâmetro de 100,2 quilómetros, a 1,89789582 UA. Possui uma excentricidade de 0,22279671 e um período orbital de 1 393,79 dias (3,82 anos).
Ísis tem uma velocidade orbital média de 19,06004294 km/s e uma inclinação de 8,52952898º.
Este asteroide foi descoberto em 23 de maio de 1856 por Norman Pogson. Seu nome vem da divindade egípcia Ísis.